# Classe Udaloj
La classe Udaloj anche nota come Progetto 1155 Fregat (in cirillico: проекта 1155 Фрегат) è una classe di cacciatorpediniere specializzati nella lotta antisommergibile costruiti per conto della Marina sovietica ed entrati in servizio nel corso anni Ottanta. Progettate per fronteggiare i sottomarini a propulsione nucleare della NATO, il loro armamento principale comprende missili antisommergibile, lanciasiluri ed artiglieria.
Con 9 unità oggi in servizio attivo nella marina russa, la dissoluzione dell'Unione Sovietica ostacolò i lavori di sviluppo di una nuova versione, la Udaloj II o Progetto 1155.1 Fregat-M, di cui è stata completata una sola unità entrata in servizio nel 1999: la Admiral Čabanenko.
La Čabanenko è stata inoltre prima unità navale militare russa a transitare attraverso il Canale di Panama dai tempi della seconda guerra mondiale.
Al 2021, sono in fase conclusiva i lavori di aggiornamento della Maršal Šapošnikov allo standard 1155M che vede il ruolo dell'unità passare da quello di cacciatorpediniere antisom a fregata missilistica capace di impiegare sistemi d'arma di nuova concezione quali Oniks, Kalibr ed Uran tramite la sostituzione dei voluminosi SS-N-14 con VLS universali.

## Sviluppo
A metà degli anni settanta si fece sentire la necessità di un nuovo cacciatorpediniere specializzato nella lotta antisommergibile. Si richiedeva una imbarcazione di notevoli dimensioni capace di operare per periodi prolungati in alto mare e con un armamento tale da rendere la nave indipendente dall'appoggio di altre unità navali.
Si diede quindi il via alla progettazione della classe Udaloj I. Se pure la nave sia classificata come fregata la classe Udaloj rappresenta un grande passo in avanti rispetto alle navi della classe Krivak, le quali inizialmente erano sprovviste di un ponte di volo per gli elicotteri, e solo successivamente furono dotate di un ponte per fare atterrare gli elicotteri e di un hangar per un singolo apparecchio. La classe Udaloj fu subito concepita per trasportare due elicotteri del tipo Kamov Ka-25. Rispetto alle navi della classe Krivak anche gli impianti sonar sono stati migliorati e le navi dispongono anche di capacità marginali per la difesa aerea.
La difesa aerea e composta da otto lanciatori per missili Klinok, mentre la difesa a corto raggio è affidata a 4 mitragliatrici gatling da 30 mm del tipo AK-630, e da due cannoni da 100 mm del tipo AK-100 che possono essere utilizzati contro obbiettivi aerei e contro bersagli terrestri.

## Armamento
Se pure la classe Udaloj si possa considerare la classe equivalente della classe Spruance americana, le differenze che distinguono le due classi anche a livello concettuale sono più che evidenti. Nonostante le notevoli differenze nelle varie versioni delle unità della classe Udaloj per quanto riguarda l'armamento per la difesa antiaerea e antinave, contrariamente a quanto avviene per le unità statunitensi, la classe Udaloj mantiene una impostazione specialistica spiccatamente rivolta verso la lotta antisommergibile. Non capita quindi di rado che le unità della classe Udaloj dotate di una difesa antiaerea scarsa operino insieme a navi della classe Sovremennyj, che dotate di una buona difesa antinave e antiaerea dispongono di una scarsa difesa antisommergibile.
A causa della forte impostazione per la lotta contro unità sottomarine alcune versioni dell'Udaloj dispongono di difese antiaeree e antinave relativamente modeste. Sulle navi della classe Udaloj I la difesa contro le navi nemiche è affidata esclusivamente ai due cannoni AK 100 e a otto missili antinave URK-5 Rastrub anche noti con il nome di SS-N-14 Silex. Il Silex è un vettore per il trasporto di un siluro modello Typ 40 o E53-72. Stando alle informazioni attuali entrambi i siluri potrebbero essere armati con una testata nucleare da 5 kT. In alternativa il Silex può anche trasportare una carica esplosiva convenzionale senza trasportare un siluro per la fase finale dell'attacco. In questo caso la guida del vettore avviene via radar. Tuttavia tendenzialmente tutti i missili Silex vengono armati con siluri. Questo permette di utilizzarli sia contro navi che contro unita subacquee.
La difesa antiaerea è composta dal sistema SA-N-9, versione navale del SA-15 Gauntlet. I missili, a lancio verticale, sono contenuti in otto tamburi, ognuno con otto ordigni, coperti da una botola metallica del diametro di sei metri. Quattro complessi di lancio si trovano a prua mentre i restanti quattro si trovano due nella sezione anteriore del hangar e due fra i due hangar. Il lancio dei missili è "a freddo", ovvero avviene mediante capsula pneumatica che espelle l'ordigno, il quale, una volta raggiunta la quota di sicurezza (5-10 metri), accende il motore e si orienta, mediante getto di gas, nella direzione del bersaglio. Lanciato il primo missile, il contenitore a tamburo ruota e posiziona un altro ordigno pronto per il lancio. Sembra che il radar di tiro del sistema, CROSSWORD in codice NATO, abbia subito problemi nel suo sviluppo, tanto che alcuni caccia sono entrati in servizio sprovvisti dell'antenna.
Per la difesa antisommergibile ogni nave è dotata di otto tubi lanciasiluri 4 dei quali a babordo e i restanti 4 a tribordo della nave. Come siluro viene normalmente utilizzato un siluro da 533 mm del tipo 53. Per la difesa ravvicinata ogni nave è dotata di due lanciarazzi RBU-6000 con una gittata fino a 6 000 metri.

## Unità
| Nome                 | Impostata       | Varata           | In servizio       | Flotta       | Stato      | Note                                                                                   |
| Udaloj I             | Udaloj I        | Udaloj I         | Udaloj I          | Udaloj I     | Udaloj I   | Udaloj I                                                                               |
| -------------------- | --------------- | ---------------- | ----------------- | ------------ | ---------- | -------------------------------------------------------------------------------------- |
| Udaloj               | 23 luglio 1977  | 5 febbraio 1980  | 31 dicembre 1980  | -            | Radiata    | Demolita nel 2002                                                                      |
| Vice-Admiral Kulakov | 4 novembre 1977 | 16 maggio 1980   | 29 dicembre 1981  | del Nord     | Attivo     | Modernizzata nel 2010                                                                  |
| Maršal Vasilevskij   | 22 aprile 1979  | 29 dicembre 1981 | 8 dicembre 1983   | -            | Radiata    |                                                                                        |
| Admiral Zacharov     | 16 ottobre 1981 | 4 novembre 1982  | 30 dicembre 1983  | -            | Radiata    | Demolita nel 1992                                                                      |
| Admiral Spiridonov   | 11 aprile 1982  | 28 aprile 1984   | 30 dicembre 1984  | -            | Radiata    |                                                                                        |
| Admiral Tribuc       | 19 aprile 1980  | 26 marzo 1983    | 30 dicembre 1985  | del Pacifico | Attivo     |                                                                                        |
| Maršal Šapošnikov    | 25 maggio 1983  | 27 dicembre 1984 | 30 dicembre 1985  | del Pacifico | Attivo     | Convertita in fregata lanciamissili nel 2020                                           |
| Severomorsk          | 12 giugno 1984  | 24 dicembre 1985 | 30 dicembre 1987  | del Nord     | Attivo     |                                                                                        |
| Admiral Levčenko     | 27 gennaio 1982 | 21 febbraio 1985 | 30 settembre 1988 | del Nord     | Attivo     |                                                                                        |
| Admiral Vinogradov   | 5 febbraio 1986 | 4 giugno 1987    | 30 dicembre 1988  | del Pacifico | Attivo     | Iniziati i lavori di conversione in fregata lanciamissili, da completare entro il 2025 |
| Admiral Kharlamov    | 8 luglio 1986   | 29 giugno 1988   | 30 dicembre 1989  | del Nord     | Attivo     |                                                                                        |
| Admiral Panteleev    | 28 gennaio 1988 | 7 febbraio 1990  | 19 dicembre 1991  | del Pacifico | Attivo     |                                                                                        |
| Udaloj II            |                 |                  |                   |              |            |                                                                                        |
| Admiral Čabanenko    | 28 gennaio 1988 | 16 giugno 1994   | 28 gennaio 1999   | del Pacifico | Attivo     | In riparazione dal 2014, sarà convertita in fregata lanciamissili entro il 2022        |
| Admiral Basistj      | 1991            | -                | -                 | -            | Non varata | Demolita nel 1994                                                                      |
| Admiral Kučerov      | 1991            | -                | -                 | -            | Non varata | Demolita nel 1993                                                                      |